# Entelodon
Entelodon es un género extinto de mamíferos artiodáctilos de la familia Entelodontidae que vivió en Eurasia en el Eoceno. El nombre del género significa "completamente dentado", del griego antiguo ἐντελής entelēs "completo" y ὀδών odōn "diente", en referencia a que tenían la dentadura "completa" propia de los euterios.) Los fósiles de las especies de este género se encuentran en estratos del Paleógeno que se extienden desde la época del Houldjiniano, entre 37.2 a 33.9 millones de años, hasta la época del Rupeliense a inicios del Oligoceno, entre 33.9 a 28 millones de años.

## Descripción

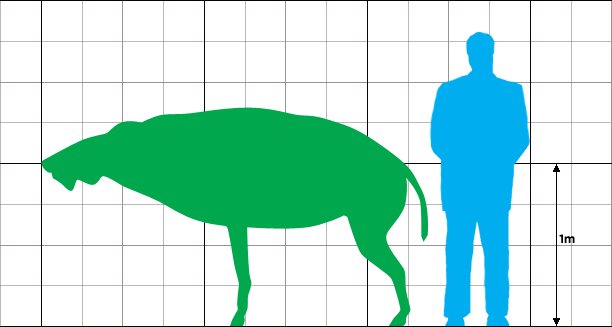
Comparación de tamaño entre E. deguilhemi y un humano

Es uno de los cuatro géneros de entelodóntidos nativos de Eurasia, siendo los otros tres el primitivo Eoentelodon de finales del Eoceno de China, Proentelodon del Eoceno medio de Mongolia y el gigantesco Paraentelodon de mediados a finales del Oligoceno en Asia Central. Entelodon era un entelodóntido típico, con un cuerpo grande y robusto, patas delgadas y un hocico alargado.
Como otros entelodóntidos, Entelodon tenía una dentadura generalizada de un euterio (con 3 incisivos, 1 canino, 3 premolares y 3 molares de cada lado). Solo tenía dos dedos en cada pata, las cuales estaban bien adaptadas a correr con rapidez. Su cabeza larga y ancha era sostenida por un cuello corto y grueso, y su arco cigomático estaban muy agrandados y se extendían notablemente a ambos lados de la cabeza. Aunque estaban más cercanamente relacionados con los hipopótamos y los cetáceos que a los cerdos, su cráneo era muy similar al de los cerdos y jabalíes. Se piensa que era un omnívoro.
Las especies europeas de Entelodon medían alrededor de 1.35 metros de altura a los hombros, con un cráneo de 65 centímetros de largo. Entelodon major, conocido de la formación Kutanbulak en Kazajistán medía cerca de 1.70 metros a los hombros, con un cráneo de 80 centímetros, lo que lo hace uno de los mayores entelodóntidos.

## Paleoecología

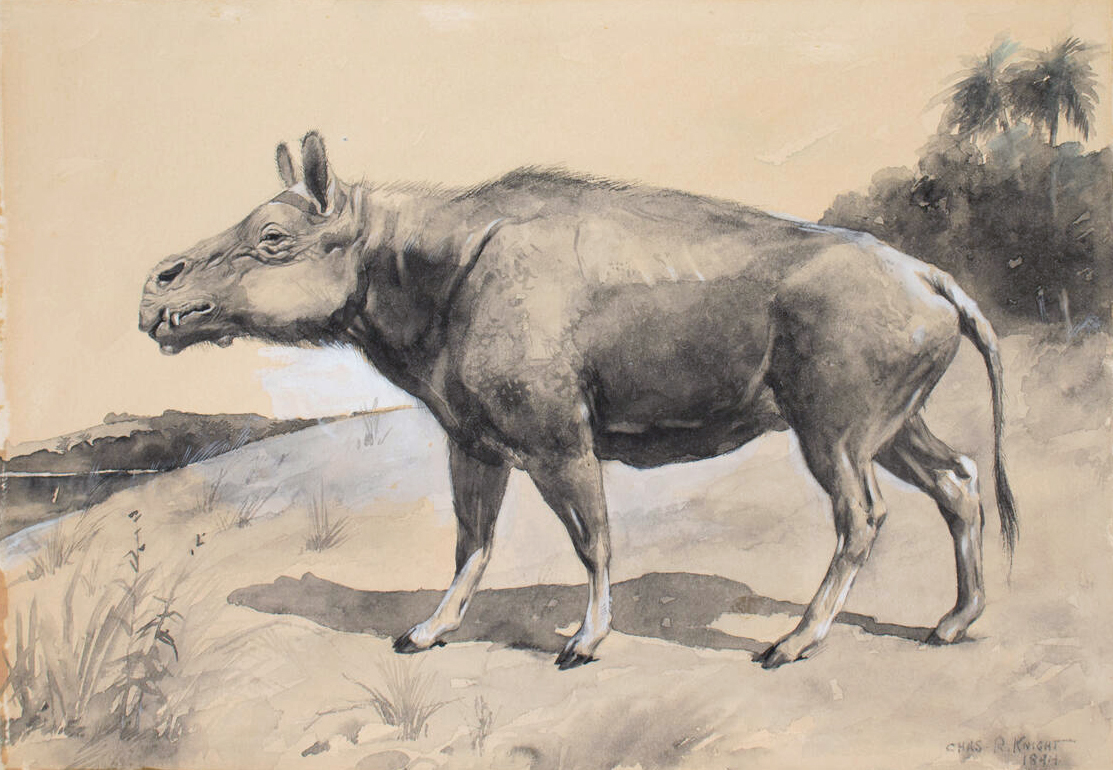
Reconstrucción por Charles R. Knight

Los restos de Entelodon se conocen principalmente de Europa, aunque sus fósiles se han encontrado también en Kazajistán, Mongolia, China, e incluso tan al este como Japón.

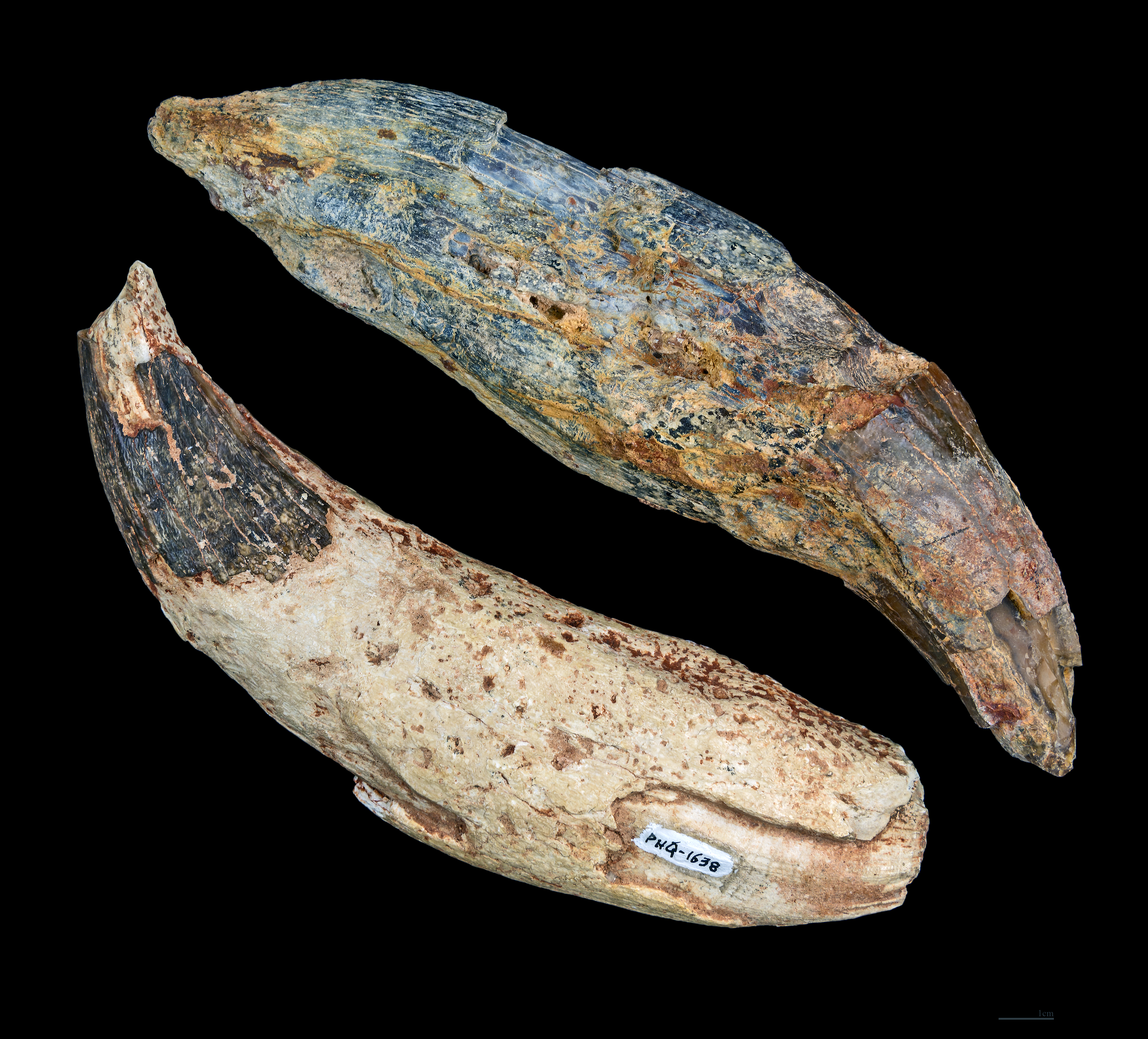
Caninos de Entelodon magnus MHNT

Entelodon magnus habitó una amplia franja de Europa, con restos hallados en España, Alemania, Francia, Rumania y el Cáucaso. Se conocen restos numerosos de Entelodon deguilhemi descubiertos en Vayres-sur-Essonne, Francia. La especie china Entelodon dirus se conoce de un único diente hallado en Mongolia Interior.